# Ферри, Бьёрн
Бьёрн Фе́рри (швед. Björn Ferry; 1 августа 1978, Стенселе, Вестерботтен) — шведский биатлонист, олимпийский чемпион 2010 года в преследовании, чемпион мира 2007 года в смешанной эстафете. Проживает в Стурумане.
В марте 2014 подтвердил, что завершает карьеру по окончании сезона 2013/2014.

## Биография
Дебютировал на этапе Кубка мира в 2001 году в Хохфильцене, первые очки заработал после трех гонок. В первом сезоне занял 36-е место в общем зачете. Постепенно улучшая свои позиции, Ферри ворвался в десятку по итогам сезона 2006/07. Участие в Олимпийских играх 2002 года было разочаровывающим, однако в Турине Бьёрн был участником эстафеты, в которой шведы финишировали четвёртыми, остановившись в шаге от пьедестала.
Наиболее успешно Ферри выступал в Италии. Первые две победы на этапах Кубка случились в гонках преследования в Антхольце в сезонах 2007/08 и 2008/09. В 2007 году Бьёрн стал чемпионом мира в смешанной эстафете вместе с Хеленой Юнссон, Анной Карин Улофссон и Карлом-Юханом Бергманом. Сезон 2009/10 был не очень успешным, Ферри опустился с 9-го на 16-е место в общем зачете, однако попал в состав сборной на Олимпийские игры в Ванкувере. 16 февраля он финишировал первым в гонке преследования, обогнав лидера на последнем круге. Он опередил серебряного призёра Кристофа Зумана на 16,5 секунд. Эта победа стала первой для шведского биатлона за последние полвека.
Личным тренером Ферри был Вольфганг Пихлер, пока не покинул пост главного тренера сборной Швеции в 2010 году. Бьёрн характеризовал атмосферу в команде как культ, но отдавал немцу должное за энергичность.

## Участие на крупнейших соревнованиях

### Участие на Олимпийских играх
| Год  | Место проведения | Спринт | Гонка преследования | Индивидуальная гонка | Масс-старт | Эстафета | Смешанная эстафета |
| ---- | ---------------- | ------ | ------------------- | -------------------- | ---------- | -------- | ------------------ |
| 2002 | Солт-Лейк-Сити   | 17     | 24                  | 38                   | N/A        | 14       | N/A                |
| 2006 | Турин            | 13     | 25                  | 28                   | 18         | 4        | N/A                |
| 2010 | Ванкувер         | 8      | 1                   | 41                   | 11         | 3        | N/A                |
| 2014 | Сочи             | 25     | 30                  | 12                   | 12         | 10       | —                  |

### Участие на чемпионатах мира
| Год  | Место проведения     | Спринт                                             | Гонка преследования                                | Индивидуальная гонка                               | Масс-старт                                         | Эстафета                                           | Смешанная эстафета |
| ---- | -------------------- | -------------------------------------------------- | -------------------------------------------------- | -------------------------------------------------- | -------------------------------------------------- | -------------------------------------------------- | ------------------ |
| 2003 | Ханты-Мансийск       | 43                                                 | 36                                                 | 32                                                 | —                                                  | 7                                                  | N/A                |
| 2004 | Германия             | DNF                                                | —                                                  | 31                                                 | —                                                  | 6                                                  | N/A                |
| 2005 | Хохфильцен           | 17                                                 | 16                                                 | 52                                                 | 18                                                 | 7                                                  | 13                 |
| 2007 | Антхольц-Антерсельва | 4                                                  | 22                                                 | 14                                                 | 15                                                 | 7                                                  | 1                  |
| 2008 | Эстерсунд            | 15                                                 | 18                                                 | 27                                                 | 9                                                  | 6                                                  | 4                  |
| 2009 | Пхёнчхан             | 40                                                 | 31                                                 | —                                                  | —                                                  | 9                                                  | —                  |
| 2010 | Ханты-Мансийск       | гонки не проводились в связи с Олимпийскими играми | гонки не проводились в связи с Олимпийскими играми | гонки не проводились в связи с Олимпийскими играми | гонки не проводились в связи с Олимпийскими играми | гонки не проводились в связи с Олимпийскими играми | 3                  |
| 2011 | Ханты-Мансийск       | 23                                                 | 10                                                 | 5                                                  | 27                                                 | 4                                                  | 4                  |
| 2012 | Рупольдинг           | 7                                                  | 11                                                 | 48                                                 | 2                                                  | 16                                                 | 4                  |
| 2013 | Нове-Место           | 13                                                 | 9                                                  | 5                                                  | 8                                                  | 11                                                 | 13                 |

## Кубок мира
- 2001—2002 — 36-е место (113 очков)
- 2002—2003 — 56-е место (39 очков)
- 2003—2004 — 45-е место (87 очков)
- 2004—2005 — 21-е место (223 очка)
- 2005—2006 — 25-е место (246 очков)
- 2006—2007 — 8-е место (608 очков)
- 2007—2008 — 6-е место (568 очков)
- 2008—2009 — 9-е место (642 очка)
- 2009—2010 — 16-е место (472 очка)
- 2010—2011 — 7-е место (607 очков)
- 2011—2012 — 15-е место(552 очка)
- 2012—2013 — 19-е место (481 очко)
- 2013—2014 — 9-е место (542 очка)